# Campeonato Piauiense 2024
In 2024 werd het 83ste Campeonato Piauiense gespeeld voor voetbalclubs uit de Braziliaanse staat Piauí. De competitie werd georganiseerd door de FFP en werd gespeeld van 13 januari tot 6 april. Altos werd kampioen.

## Format
Het competitieformat wijzigde dit jaar. In de eerste fase werden de clubs verdeeld in twee groepen van vier teams die in heen- en terugwedstrijden tegen elkaar speelden, in totaal 6 wedstrijden. Alle clubs kwalificeerden zich voor de tweede fase, waarbij de als eerste geplaatste teams uit beide groepen het moesten opnemen tegen de als vierde geplaatste teams uit de tegenovergestelde groep, en hetzelfde gold voor de als tweede geplaatste teams die het moesten opnemen tegen de als derde geplaatste teams uit de andere groep in back-to-back wedstrijden. De wedstrijden in de tweede ronde waren geen eliminatiewedstrijden, maar dienden om de algemene stand in de competitie te bepalen. Na de tweede fase kwalificeerden de bovenste vier ploegen zich voor de derde fase, terwijl de onderste twee in 2025 degradeerden naar de tweede divisie.
In de derde fase werd in knock-outfase gestreden. 

## Eerste fase

### Groep A
| Plaats | Club       | Wed. | W | G | V | Saldo | Ptn. |
| ------ | ---------- | ---- | - | - | - | ----- | ---- |
| 1.     | Ríver      | 6    | 4 | 1 | 1 | 10:4  | 13   |
| 2.     | Altos      | 6    | 3 | 2 | 1 | 7:6   | 11   |
| 3.     | 4 de Julho | 6    | 2 | 1 | 3 | 6:7   | 7    |
| 4.     | Picos      | 6    | 0 | 2 | 4 | 5:11  | 2    |

### Groep B
| Plaats | Club       | Wed. | W | G | V | Saldo | Ptn. |
| ------ | ---------- | ---- | - | - | - | ----- | ---- |
| 1.     | Oeirense   | 6    | 4 | 1 | 1 | 6:2   | 13   |
| 2.     | Parnahyba  | 6    | 3 | 2 | 1 | 7:3   | 11   |
| 3.     | Fluminense | 6    | 2 | 2 | 2 | 8:5   | 8    |
| 4.     | Cori-Sabbá | 6    | 0 | 1 | 5 | 2:13  | 1    |

## Tweede fase

### Wedstrijden
| Team #1    | Tot.  | Team #2   | 1ste wed | 2de wed |
| ---------- | ----- | --------- | -------- | ------- |
| Cori-Sabbá | 2 - 7 | Ríver     | 1 - 2    | 1 - 5   |
| Picos      | 2 - 7 | Oeirense  | 1 - 3    | 1 - 4   |
| Fluminense | 1 - 5 | Altos     | 0 - 3    | 1 - 2   |
| 4 de Julho | 1 - 3 | Parnahyba | 0 - 0    | 1 - 3   |

### Stand
| Plaats | Club       | Wed. | W | G | V | Saldo | Ptn. |
| ------ | ---------- | ---- | - | - | - | ----- | ---- |
| 1.     | Ríver      | 8    | 6 | 1 | 1 | 17:6  | 19   |
| 2.     | Oeirense   | 8    | 6 | 1 | 1 | 13:4  | 19   |
| 3.     | Altos      | 8    | 5 | 2 | 1 | 12:7  | 17   |
| 4.     | Parnahyba  | 8    | 4 | 3 | 1 | 10:4  | 15   |
| 5.     | Fluminense | 8    | 2 | 2 | 4 | 9:10  | 8    |
| 6.     | 4 de Julho | 8    | 2 | 2 | 4 | 7:10  | 8    |
| 7.     | Picos      | 8    | 0 | 2 | 6 | 7:18  | 2    |
| 8.     | Cori-Sabbá | 8    | 0 | 1 | 7 | 4:20  | 1    |

|  | Geplaatst voor de derde fase |
|  | Degradatie                   |

## Derde fase
In geval van gelijkspel werden strafschoppen genomen, tussen haakjes weergegeven. 
|  | halve finale | halve finale | halve finale | halve finale |  |           | finale | finale | finale | finale |
|  |              |              |              |              |  |           |        |        |        |        |
|  |              |              |              |              |  |           |        |        |        |        |
|  | Parnahyba    | 1            | 1            | 2 (4)        |  |           |        |        |        |        |
|  | Ríver        | 1            | 1            | 2 (3)        |  |           |        |        |        |        |
|  |              |              |              |              |  | Parnahyba | 1      | 0      | 1 (3)  |        |
|  |              |              |              |              |  | Altos     | 1      | 0      | 1 (4)  |        |
|  | Altos        | 0            | 0            | 0 (7)        |  |           |        |        |        |        |
|  | Oeirense     | 0            | 0            | 0 (6)        |  |           |        |        |        |        |

## Totale stand
| Plaats | Club       | Wed. | W | G | V | Saldo | Ptn. |
| ------ | ---------- | ---- | - | - | - | ----- | ---- |
| 1.     | Altos      | 12   | 5 | 6 | 1 | 13:8  | 21   |
| 2.     | Parnahyba  | 12   | 4 | 7 | 1 | 13:7  | 19   |
| 3.     | Ríver      | 10   | 6 | 3 | 1 | 19:8  | 21   |
| 4.     | Oeirense   | 10   | 6 | 3 | 1 | 13:4  | 21   |
| 5.     | Fluminense | 8    | 2 | 2 | 4 | 9:10  | 8    |
| 6.     | 4 de Julho | 8    | 2 | 2 | 4 | 7:10  | 8    |
| 7.     | Picos      | 8    | 0 | 2 | 6 | 7:18  | 2    |
| 8.     | Cori-Sabbá | 8    | 0 | 1 | 7 | 4:20  | 1    |

|  | Kampioen, geplaatst voor Copa do Brasil 2025, Copa do Nordeste 2025 en Série D 2025 |
|  | vicekampioen, geplaatst voor Copa do Brasil 2025 en Série D 2025                    |
|  | Uitgeschakeld in halve finale                                                       |
|  | Degradatie                                                                          |

### Kampioen
| Campeonato Piauiense de 2024 |
| Piaui                        |
| ---------------------------- |
| ALTOS Kampioen (4° titel)    |

1941 · 1942 · 1943 · 1944 · 1945 · 1946 · 1947 · 1948 · 1949 · 1950 · 1951 · 1952 · 1953 · 1954 · 1955 · 1956 · 1957 · 1958 · 1959 · 1960 · 1961 · 1962 · 1963 · 1964 · 1965 · 1966 · 1967 · 1968 · 1969 · 1970 · 1971 · 1972 · 1973 · 1974 · 1975 · 1976 · 1977 · 1978 · 1979 · 1980 · 1981 · 1982 · 1983 · 1984 · 1985 · 1986 · 1987 · 1988 · 1989 · 1990 · 1991 · 1992 · 1993 · 1994 · 1995 · 1996 · 1997 · 1998 · 1999 · 2000 · 2001 · 2002 · 2003 · 2004 · 2005 · 2006 · 2007 · 2008 · 2009 · 2010 · 2011 · 2012 · 2013 · 2014 · 2015 · 2016 · 2017 · 2018 · 2019 · 2020 · 2021 · 2022 · 2023 · 2024